# Royal Lankhorst Euronete Group
Royal Lankhorst Euronete Group BV is een bedrijf in de Nederlandse stad Sneek dat onder meer gebruikt kunststof verwerkt tot nieuwe producten.

## Geschiedenis
Feyke Ykes Visser uit Heeg trouwde in 1798 met Hendrikje Aukes Stam uit Sneek. In 1777 had hij een lijnbaan gekocht aan de huidige Rienck Bockemakade van Sijbren Zeilstra . Hij overleed in 1801. Zijn weduwe hertrouwde in 1803 met Nicolaas Jurjan Lankhorst, die de touwslagerij ging leiden en ook een uitbreiding realiseerde aan de Prinsengracht. Dit jaar wordt beschouwd als het begin van Lankhorst Touwfabrieken. Nicolaas Jurjan Lankhorst werd opgevolgd door zijn in 1806 geboren oudste zoon Auke Stam van Lankhorst. Auke trouwde in 1829 met de Ysbrechtumer domineesdochter Agnietta Beckeringh. Zij stierf in 1883. Hun tweede zoon, Willem Beckeringh van Lankhorst (Sneek 1833-1913) nam de touwslagerij over. Hij trouwde in 1858 in Enschede met Antonia Berends ten Cate. Zij kregen drie kinderen: Auke (1859), Aaltje (1860) en Agnietta (1868). Auke Beckeringh van Lankhorst nam de touwslagerij over. Hij trouwde met Henderika Cornelia Hermanna Janssen. Zij kregen twee zoons en twee dochters. Een van de dochters was Margaretha Catarina Talina Alida Beckeringh van Lankhorst (1906-1983). Zij trouwde in 1927 met Ruurt Alles van der Sluis (geboren Leeuwarden in 1902). Hij volgde zijn schoonvader op als directeur van de touwfabriek.

## De vergunning
Het beginnen van een lijnbaan was aan het einde van de achttiende eeuw geen sinecure. Naast ervaring en vakmanschap diende men ook nog eens omwonenden en de autoriteiten aan zijn zijde te krijgen om op de juiste locatie een 'baan' te beginnen. In 1756 kreeg Sijbren Zeilstra toestemming van het stadsbestuur. Het Sneker stadsbestuur liet hem weten, dat hij bij het Kleine Paalster Diep "sal mogen setten een Baanhuis en bijdeselve convenaebel bevonden worden, zullende het Padt aan de Binnenvaert bij de wal langsmogen worden aangelegt, ende Palen waar aan de draat langs gesponnen wort van die hoogte moeten sijn, dat niemand hierdoor in sijn vrije uitgang ofte opslag eenige belemmeringe komen te hebben off redenen tot klagte bekomen".

## De lijnbaan van hopman Zeilstra
Tegen het midden van de achttiende eeuw telde Sneek, zo`n kleine 4.000 inwoners. De eigenaren van de zogeheten touwslagerijen of lijnbanen, waar het touw werd vervaardigd., behoorden over het algemeen tot de kringen van de gegoede Sneker burgerij.  Zo wordt  Sijbren Zeilstra, van beroep zeilmaker en fungerend als hoofd (hopman) van de plaatselijke burgerwacht qua financiële armslag getypeerd kan worden als 'tamelijk van conditie'.
De arbeidskrachten, de touwslagers of lijndraaiers, hadden het echter in die dagen een stuk minder makkelijk. Van de lijndraaiersknechten Jan Doedig en Piter Harmens werd bijvoorbeeld in 1748 in het familie- en personenregister van de stad Sneek opgetekend, dat zij zich met ' een sober kosje' tevreden moesten stellen.

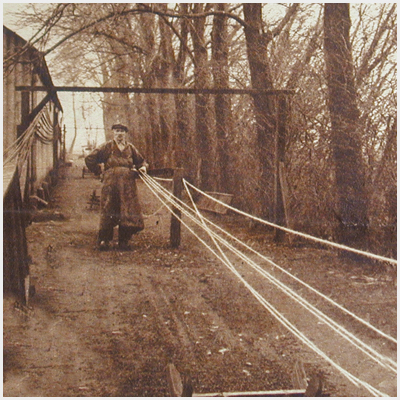
Lijnbaan van de Lankhorst touwfabrieken

## Nicolaas Jurjan Lankhorst
Vanaf het moment dat Nicolaas Jurjan het bedrijf ging besturen in 1803, breidde de touwslagerij zich gestaag uit, zeker nadat in 1822 de beide dochters van Feike Visser, Hinke en Tijtje, zich hadden uitkopen. Er kwam meer personeel : van de drie werknemers op de lijnbaan in 1820 tot veertien arbeidskrachten in 1830, en er vond tevens een verdere uitbreiding plaats toen de onderneming ook bindgaren ging produceren. Lankhorst hield zich verder nog bezig met het tanen van visnetten en kocht daarvoor in de hier beschreven periode twee werkplaatsen in Sneek, evenals een stuk weidegrond.  Nicolaas Jurjan Lankhorst  heeft de touwslagerij tot circa 1830 geleid. Hij overleed op 25 april 1863.

## Auke Lankhorst
In of kort na 1830 werd de bedrijfsvoering overgenomen door Auke Lankhorst, die tot dat tijdstip als gewone arbeidskracht op de lijnbaan van zijn vader had gewerkt. In 1829 trouwde Auke Lankhorst op 23-jarige leeftijd met de Groningse predikantendochter Agnita Beckeringh. De bruid bracht een kapitaal in van bijna 7.000 gulden, deels bestaand uit onroerend goed. Bij de voltrekking van het burger huwelijk werd de naam van de bruidegom geregistreerd: Auke Stam van Lankhorst.
Auke Lankhorst heeft tot 1858 leiding aan het bedrijf gegeven. In die bijna 30-jarige periode werd de omvang en de productie vergroot. Enerzijds door de aankoop van verschillende lijnbanen elders in de stad, anderzijds door de daaraan gerelateerde, zij het beperkte, toename van het personeel. In 1855 bezat  Lankhorst vier lijnbanen in Sneek: de moederbaan aan het Kleine Paalster Diep en nog drie andere banen op de locaties,Stadswal, Prinsengracht en Hooiblok.
Uit het huwelijk  van Auke Lankhorst en  Agnita Beckeringh werden vier zoons geboren, de jongste Willem, werd aangewezen om later het familiebedrijf over te nemen. Die overdracht vond plaats in 1858.  Auke Lankhorst trok zich uit de zaken terug. Bij zijn overlijden op 26 november 1883 liet hij een enorm kapitaal na van bijna zevenhonderdduizend gulden., alsmede het eigendom van een groot aantal boerderijen met aanpalende gronden in de omgeving van Sneek. Hij werd bijgezet in het familiegraf in Boornbergum.

## Kunststof
Toen de synthetische vezels in zwang kwamen, schakelde ook Lankhorst op deze grondstof over, en wel in 1964. Het afval wat vrijkwam bij het produceren van polypropyleen touw, werd hergebruikt voor het maken van dikwandige producten, zoals diamantkoppalen en ander straatmeubilair.

## De geschiedenis van de samenwerking tussen Lankhorst en Wavin
Lankhorst Recycling is opgericht in 1986 en produceert dikwandige kunststofproducten uit gerecycled land- en tuinbouwfolie, een unieke productiemethode die destijds werd gezien als vooruitstrevend en zelfs revolutionair. Deze unieke productiemethode leidde in 1992 tot de oprichting van de joint venture ‘Lash vof’ tussen Lankhorst en Shell. Deze joint venture was speciaal opgericht voor de productie van kunststof pallets voor met name zware lasten.
Al snel werden de aandelen van Shell van deze joint venture overgenomen door Wavin Trepak. Wavin Trepak was onderdeel van de Wavin Packaging divisie en was gespecialiseerd in de productie van dikwandige kunststofverpakkingen zoals bierkratten, broodkratten en tuinbouwkratten. Met deze overname van de aandelen werd de naam van Lash vof veranderd naar Wavin Lash vof en werd de productie van kunststof pallets voortgezet.
Door de samenwerking met Wavin Trepak viel de unieke productiemethode van Lankhorst Recycling op bij de moederonderneming Wavin, marktleider op het gebied van kunststofleidingsystemen. Wavin wilde graag verder dan alleen de verkoop van de kunststofleidingsystemen door daar de rioolputten bij te kunnen verkopen. Wavin had alleen één probleem, ze wisten niet hoe ze dit konden produceren. Hierom daagden zij Lankhorst Recycling uit om dit te doen. Lankhorst Recycling ging de uitdaging aan en bouwde een proefmatrijs van een kunststofrioolput. Toen de matrijs gebouwd was werd deze gevuld bij een van de bestaande machines en vervolgens gepresenteerd aan Wavin. Wavin was erg onder de indruk van dit product en stelde voor om de productie en de technologie over te kopen. Echter, Lankhorst ging hier niet mee akkoord en stelde voor om, in opdracht van Wavin, zelf te gaan produceren.
Eind 1995 ging Wavin akkoord met dit voorstel en is het samenwerkingscontract getekend. In ditzelfde jaar zijn investeringsplannen gemaakt voor de bouw van de machines en matrijzen. Sinds 1997 produceert Lankhorst de eerste generatie kunststofrioolputten in opdracht van Wavin. Deze eerste generatie putten zijn gemaakt van volledig gerecycled HDPE materiaal en bestaan uit drie onderdelen: de bodem, de schacht en de conus.
In 2010 introduceerde Wavin een nieuw type kunststofrioolput  op de markt. Dit nieuwe type kon Wavin zelf niet produceren en moest dus worden uitbesteed. De oude generatie putten werden al geproduceerd bij Lankhorst, hierdoor heeft Wavin de keuze gemaakt om ook deze nieuwe generatie onder te brengen bij Lankhorst. De nieuwe generatie wordt gemaakt uit virgin PP, hierdoor heeft de put meer aansluitmogelijkheden en is deze dunwandiger dan de oude generatie. De productie van de nieuwe generatie bestaat niet meer uit drie onderdelen zoals de oude generatie, maar twee. De bodem en de conus worden gemaakt bij Lankhorst en de schacht wordt door Wavin zelf geproduceerd in Polen.
Sindsdien produceert Lankhorst zowel de oude als nieuwe generatie kunststofrioolputten in opdracht van Wavin.

## Branden
Lankhorst is niet gevrijwaard van branden, zo blijkt uit diverse berichten. Op 22 februari 1940 ontstond een grote brand. Gevolg was dat de grondstoffenloods grotendeels verloren ging en 256.000 kg sisal en 50.000 kg manilla beschadigd raakte. De totale schade bedroeg 57.564.16 gulden.
Op zondag 16 december 1985 ontdekten twee patrouillerende politieagenten brand in een van de hallen van de recycling van Lankhorst touwfabrieken. Door het snelle optreden van de politie, brandweer Sneek en de bedrijfsbrandweer is het gelukt om de schade te beperken. Op 9 december 1991 ging het hoofdkantoor van Lankhorst in vlammen op. Op eerste paasdag (12 april 1998) vond bij Lankhorst een grote bedrijfsbrand plaats. Aan de bestrijding van de vuurzee werd deelgenomen door acht regiokorpsen met 30 voertuigen en in totaal 160 brandweerlieden, 40 EHBO`ers, ambulancepersoneel en politie. Diverse omwonenden moesten toen worden geëvacueerd.
Op Hemelvaartsdag 17 mei 2012 was er een kleine controleerbare brand. De brand woedde op twee opleggers die worden gebruikt voor intern transport, de rookwolken waren tot in de verre omtrek te zien.

## Belangrijke gebeurtenissen van de Lankhorst touwfabrieken

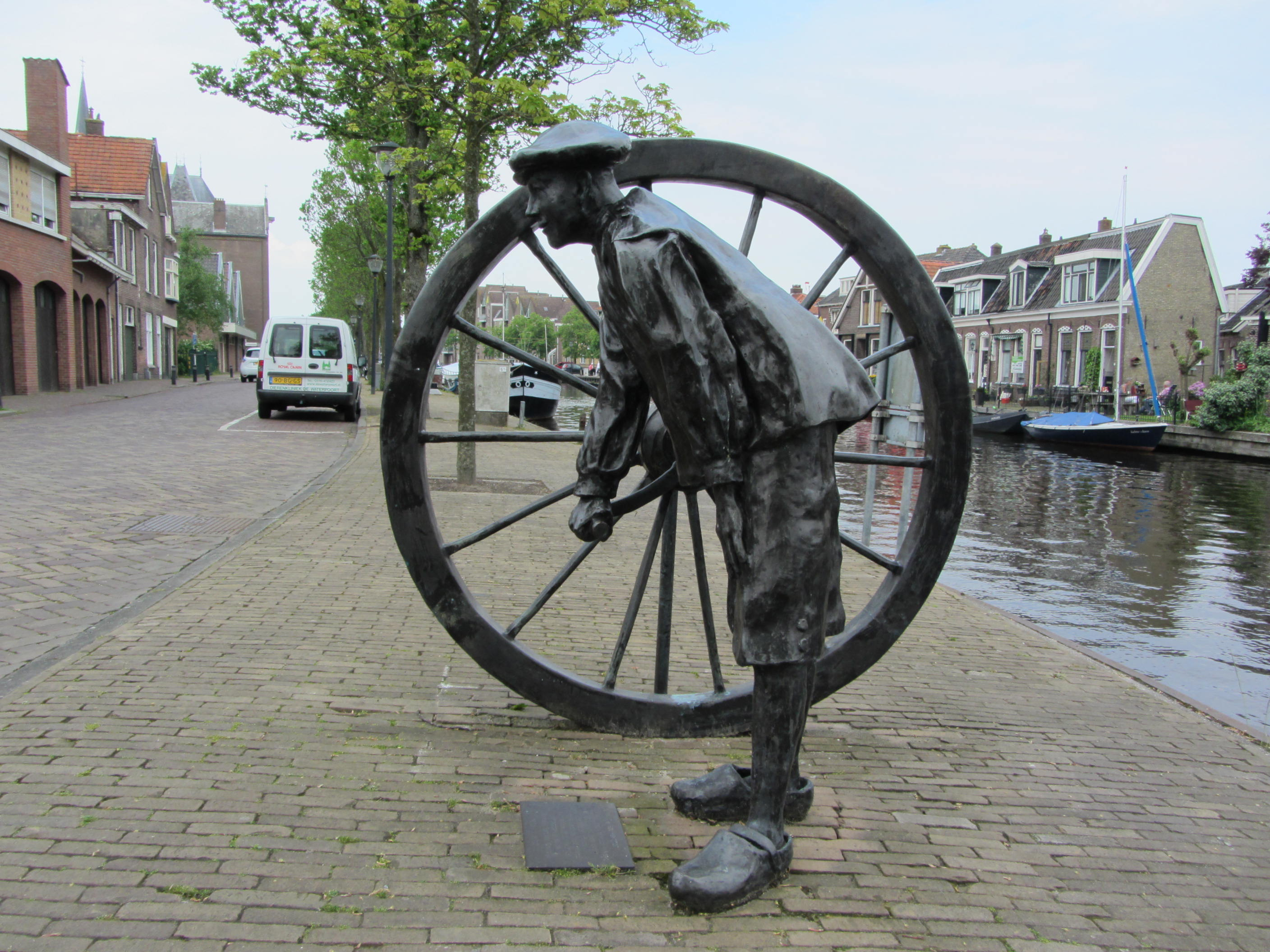
Touwslager ter gelegenheid van het 200-jarige bestaan.

- 1798 Feyke Ykes Visser uit Heeg trouwde met Hendrikje Aukes Stam uit Sneek
- 1777 Feyke Ykes Visser kocht een lijnbaan aan de huidige Rienck Bockemakade van Sijbren Zeilstra.
- 1801 Overlijden Feyke Ykes Visser.
- 1803 Nicolaas Jurjan Lankhorst trouwde met de weduwe Hendrikje Aukes Stam. Nicolaas Jurjan Lankhorst ging de touwslagerij leiden.
- 1930 Lankhorst begon massaproductie bindmiddel touw voor gebruik in zelf bindende oogstmachines.
- 1960 Sisal-twijnen werd de steunpilaar van de productie in de Lankhorst-spinnerijen.
- 1964 Lankhorst begon met extrusie van polyethyleen en polypropyleen.
- 1965 Family Gramaxo vestigden hun fabriek voor touwen en netten.

Het bedrijf van Lankhorst Sneek werd opgericht, met vier werkmaatschappijen.
- 1983 Lankhorst Taselaar (groothandel) is opgericht en distribueert een volledig assortiment voor de watersport.
- 1989 Lankhorst startte een samenwerkingsverband met de Portugese touw- en netmaker Grupo Euronete.
- 1992 Lankhorst Touwfabrieken werd onderverdeeld in drie onafhankelijke werkmaatschappijen:
  - Lankhorst Touwfabrieken
  - Lankhorst Indutech
  - Lankhorst Recycling

De Nederlandse firma Verto, die in faillissement was gegaan, werd overgenomen. Er werd een joint venture met Shell onder de naam LASH vof (een bedrijf voor de productie van kunststofpallets) opgericht.
Wereldwijd distributienetwerk voor de visindustrie werd opgericht.
Joint venture ‘Lash vof’ tussen Lankhorst en Shell.
- 1995 Samenwerking met Wavin
- 1998 Fusie van Lankhorst Sneek en Grupo Euronete tot de Lankhorst Euronete group bv.
- 2000 Een bedrijf, genaamd EKON, werd overgenomen.

Eurorope, een touwproducerende joint venture in Griekenland, werd opgericht.
- 2003 Lankhorst krijgt het predicaat Koninklijk toegekend. De volledige naam van het bedrijf werd veranderd in Royal Lankhorst Euronete group bv.
- 2007 Oprichting van de vijfde divisie Lankhorst Pure Composites

Aankoop van Quintas & Quintas offshore afmeersystemen in Portugal.
- 2009 Start productie van Fencing Products in Murça, Portugal
- 2012 Lankhorst Euronete Group bv onderdeel van WireCo Worldgroup